# عملة مضمونة بأصول
عملة مضمونة بأصول (بالإنجليزية:asset currency )
عملة تضمنها أصول وموجودات المصرف الذي أصدرها ، لا ودائع السندات الحكومية .

## اقرأ أيضاً
- مؤجل
- مستحقات مؤجلة
- ضمان إضافي
- مردود الاستثمار
- الحد الأدنى للعائد
- نظارة الحسابات
- تخصيص الأموال
- حجم الأعمال (اقتصاد)